# Alejandro Riaño
Alejandro José Riaño Pradilla (Bogotá, 12 de enero de 1986) es un director, comediante y actor colombiano, estudió en el Gimnasio Moderno, también conocido por su personaje "Juanpis", reconocido por crear y protagonizar espectáculos de stand-up comedy y por sus papeles en teatro, cine y televisión, apareciendo en películas como Malcriados y Todas para uno. En el año 2021 formó parte del doblaje oficial hispanohablante de la película Encanto, inspirada en el país de Colombia, donde dio voz a Bruno Madrigal. En los últimos años también se ha desempeñado como director, productor y guionista de diversos proyectos y se ha destacado por financiar y promover obras sociales.

## Carrera
Riaño se ha desempeñado como actor en algunas producciones de cine como Todas para uno de Harold Trompetero (2014), Malcriados de Felipe Martínez Amador (2016) y Empeliculados de Diego Fernando Bustamante (2017). Desde comienzos de los años 2000 se ha desempeñado como actor de teatro, integrando el reparto de la Casa del Teatro Nacional y realizando presentaciones tanto cómicas como dramáticas en su país natal y a nivel internacional.
Su carrera como comediante inició en su adolescencia, colaborando más adelante con el humorista Andrés López, a quien Riaño considera como una de sus principales influencias. Ha creado varios espectáculos de stand-up comedy, entre los que destacan Verdad, mentira o chisme, Cada niño con su boleta, Estupideces para reír y Especial de stand-up. Esta última producción fue incluida en el repertorio de la empresa de streaming Netflix en 2018. Además ha sido presentador y conductor de televisión en programas como La Sopa Colombia, Los comediantes de la noche y Nuestra semana, nuestra tele.

## Juanpis González
Juan Pablo González Pombo es un personaje ficticio creado e interpretado por Alejandro Riaño. Según Riaño, 'Juanpis' González es una crítica constructiva "a lo que no debemos ser como seres humanos. Juanpis González, nacido en Bogotá el 9 de abril de 1990, representa la clase más alta de Colombia, siendo clasista, racista, petulante, presumido de marcas y lujos, antiambientalista, regionalista, egocéntrico y políticamente de ultraderecha. Riaño dijo crear este personaje porque lo utiliza como máscara para mostrar con sátira y crítica los hechos actuales del país, por medio del humor se pueden hacer preguntas a entrevistados que desde el punto serio están mal vistas. En las redes sociales, Juanpis Gonzalez supera los 3 millones de seguidores.

### Inicios
Juanpis González empezó como un experimento en redes sociales. Alejandro Riaño crea el perfil de Juanpis en Instagram, que hoy cuenta con más de 2 millones de seguidores. Luego, bajo ese perfil entrevista al entonces candidato presidencial Germán Vargas Lleras, el video fue un hit y Riaño decide hacer más entrevistas a los demás candidatos para que la gente no vaya a pensar que fue por campaña. Alejandro Riaño dice que Juanpis es un personaje políticamente incorrecto, creado en vivencias personales para criticar desde el núcleo las clases sociales y políticas. Juanpis González es frecuentemente comparado con el también humorista Jaime Garzón, quien bajo el personaje Heriberto de la Calle, un irreverente lustrador de calzado, entrevistaba a personas famosas y políticas utilizando el humor.

### Juanpis como marca
"Juanpis" es una marca que tiene 4 secciones de entrevistas en Youtube: El Boletín del Gomelo, que son las entrevistas políticas; Juanpis Live Show, que entrevista a famosos; Juanpis' Experiences, que son programas de los negocios de la familia; y JP héroes, que habla de emprendedores de Colombia. En su mayoría, las entrevistas del programa Juanpis Live Show se presentan en el Teatro Juanpis González en el Centro Comercial Santa Fe de Bogotá.
Gracias al personaje, Alejandro Riaño junto a su hermana (hermanager) crean la empresa Riaño Producciones, que tiene varias líneas de negocios y un equipo de 12 personas. La compañía es productora de  Stand-Up Comedy, festivales culturales, campañas de marca,  presentación de eventos, talleres y charlas, y asesoramiento en contenido digital.

### Críticas
El personaje Juanpis es criticado debido a que su blanco son personas y grupos de destacada influencia política y económica en Colombia. Así que las críticas a Juanpis González se basan en que él utiliza la pobreza y la discriminación para hacer chistes. Citando a Sigmund Freud, alude al reservorio de cosas de represión en aras de la “sana convivencia”. Juanpis González es también criticado por la falta de diversificación en su personaje, encajándose en un solo tema.
Durante la contienda presidencial de 2018, el comediante había entrevistado a todos los candidatos, el único ausente era Gustavo Petro, con quien no pudo contactar. A raíz de ello, pide al imitador Camilo Cifuentes que lo personifique. Las críticas no se hicieron esperar, y faltando un día para las elecciones, la gente lo acusó de querer polarizar las elecciones en favor al uribismo, a raíz de lo cual tuvo que eliminar la entrevista-parodia a los pocos minutos.
Después del anuncio de varios líderes de las guerrilla Farc de tomar las armas, el personaje Juanpis hace un video basándose en un video publicado anteriormente por Abelardo De La Espriella en el que felicita a Iván Duque por ganar las elecciones de 2018; Juanpis González toma ese video como referencia para criticar las decisiones de los líderes de la antigua guerrilla. Sin embargo, ninguno habló de relación al respecto. El video no cayó nada bien en algunos sectores del país, Juanpis González fue criticado fuertemente en redes sociales por quienes lo califican de clasista y despectivo.
Alejandro Riaño fue amenazado de muerte por su personaje de Juanpis, en la ciudad de Neiva, ubicada al suroeste de Bogotá. El comediante interpuso una denuncia por amenazas e intimidación en la que un grupo envía mensajes a su número de whatsapp advirtiendo que no vaya a ese municipio. Alejandro Riaño explica que el personaje es una crítica a una persona egocéntrica y local, pero que no se representa a sí mismo.

## Filmografía
- 2014 - Todas para uno[20]
- 2016 - Malcriados
- 2017 - Empeliculados[21][22]
- 2021 - Encanto
- 2022 - Juanpis González: La serie[23]
- 2022 - Cochina envidia[24]
- 2024 - Juanpis Gonzales: El presidente de la gente[25]
- 2024 - The Juanpis live show[26]